# Mack Sennett
Mack  Sennett (n. 17 ianuarie 1880, Melbourne⁠(d), provincia Québec, Canada – d. 5 noiembrie 1960, Woodland Hills⁠(d), California, SUA) a fost un regizor de film americano-canadian, producător și actor.   Conform Internet Movie Database, el a scris 95 de filme, a regizat 311 filme, a jucat ca actor în 360 de filme și a produs 1115 filme între 1908 și 1956. A produs numeroase filme pentru Biograph și pentru  Keystone Studios de la care a plecat în 1917.
În 1938 i-a fost decernat Premiul Oscar onorific.

## Filmografie

### 1908
În acest an, Sennett a apărut în 43 de filme.
- Old Isaacs, the Pawnbroker (1908, actor)
- The King's Messenger (1908, actor)
- The Sculptor's Nightmare (1908, figurant)
- Thompson's Night Out (1908, actor)
- The Invisible Fluid (1908, actor)
- The Man in the Box (1908, actor)
- Over the Hill to the Poor House (1908, actor)
- The Kentuckian (1908, actor)
- The Stage Rustler (1908, actor)
- The Black Viper (1908, actor)
- Deceived Slumming Party (1908, actor)
- The Fatal Hour (1908, actor)
- Balked at the Altar (1908, actor)
- Betrayed by a Handprint (1908, actor)
- Monday Morning in a Coney Island Police Court (1908, actor și scenarist)
- The Girl and the Outlaw (1908, actor)
- Behind the Scenes (1908, actor)
- The Red Girl (1908, actor)
- The Heart of O'Yama (1908, actor)
- Where the Breakers Roar (1908, actor)
- A Smoked Husband (1908, actor)
- The Devil (1908, actor)
- The Zulu's Heart (1908, actor)
- Father Gets in the Game (1908, actor)
- Ingomar, the Barbarian (1908, actor)
- The Vaquero's Vow (1908, actor)
- Romance of a Jewish (1908, actor)
- The Call of the Wild (1908, actor)
- Concealing a Burglar (1908, actor)
- After Many Years (1908, actor)
- The Pirate's Gold (1908, actor)
- The Taming of the Shrew (1908, actor)
- The Guerrilla (1908, actor)
- The Song of the Shirt (1908, actor)
- The Clubman and the Tramp (1908, actor)
- Money Mad (1908, actor)
- The Valet's Wife (1908, actor)
- The Feud and the Turkey (1908, actor)
- The Reckoning (1908, actor)
- The Test of Friendship (1908, actor)
- An Awful Moment (1908, actor)
- The Christmas Burglars (1908, actor)
- Mr. Jones at the Ball (1908, actor)
- The Helping Hand (1908, actor)

### 1909
Sennett și-a regizat primul film în acest an cu D. W. Griffith, dar nu a fost menționat. În acest an a apărut în 126 de filme.
- The Heart of an Outlaw (1909, actor)
- One Touch of Nature (1909, actor)
- The Maniac Cook (1909, actor)
- Mrs. Jones Entertains (1909, actor)
- The Honor of Thieves (1909, actor)
- Love Finds a Way (1909, actor)
- The Sacrifice (1909, actor)
- A Rural Elopement (1909, actor)
- The Criminal Hypnotist (1909, actor)
- The Fascinating Mrs. Francis (1909, actor)
- Mr. Jones Has a Card Party (1909, actor)
- Those Awful Hats (1909, actor)
- The Welcome Burglar (1909, actor)
- The Cord of Life (1909, actor)
- The Girls and Daddy (1909, actor)
- The Brahma Diamond (1909, actor)
- A Wreath in Time (1909, actor)
- Tragic Love (1909, actor)
- The Curtain Pole (1909, actor)
- The Joneses Have Amateur Theatricals (1909, actor)
- The Politician's Love Story (1909, actor)
- The Golden Louis (1909, actor)
- At the Altar (1909, actor)
- The Prussian Spy (1909, actor)
- His Wife's Mother (1909, actor)
- A Fool's Revenge (1909, actor)
- The Wooden Leg (1909, actor)
- The Roue's Heart (1909, actor
- The Salvation Army Lass (1909, actor)
- The Lure of the Gown (1909, actor)
- The Voice of the Violin (1909, actor)
- The Deception (1909, actor)
- And a Little Child Shall Lead Them (1909, actor)
- A Burglar's Mistake (1909, actor)
- The Medicine Bottle (1909, actor)
- Jones and His New Neighbors (1909, actor)
- A Drunkards Reformation (1909, actor)
- Trying to Get Arrested (1909, actor and scenarist)
- The Road to the Heart (1909, actor)
- Schneider's Anti Noise Crusade (1909, actor)
- A Rude Hostess (1909, actor)
- The Winning Coat (1909, actor)
- A Sound Sleeper (1909, actor)
- Confidence (1909, actor)
- Lady Helen's Escapade (1909, actor)
- A Troublesome Satchel (1909, actor
- Twin Brothers (1909, actor)
- Lucky Jim (1909, actor)
- Tis an III Wind That Blows No Good (1909, actor)
- The Suicide Club (1909, actor)
- The Note in the Shoe (1909, actor)
- One Busy Hour (1909, actor)
- The French Duel (1909, actor)
- Jones and the Lady Book Agent (1909, actor)
- A Baby's Shoe (1909, actor)
- The Jilt (1909, actor)
- Resurrection (1909, actor)
- Two Memories (1909, actor)
- Eloping with Auntie (1909, actor)
- The Cricket on the Heart (1909, actor)
- What Drink Did (1909, actor)
- The Violin Maker of Cremona (1909, actor)
- The Lonely Villa (1909, actor and scenarist)
- A New Trick (1909, actor)
- The Son's Return (1909, actor)
- The Faded Lillie's (1909, actor)
- Her First Biscuits (1909, actor)
- Was Justice Served (1909, actor)
- The Peachbasket Hat (1909, actor)
- The Mexican Sweethearts (1909, actor)
- The Way of Man. (1909, actor)
- The Necklace (1909, actor)
- The Message (1909, actor)
- The Cardinal's Conspiracy (1909, actor)
- Jealousy and the Man (1909, actor)
- A Convict's Sacrifice (1909, actor)
- The Slave (1909, actor)
- A Strange Meeting (1909, actor)
- The Mended Lute (1909, actor)
- They Would Elope (1909, actor)
- Mr. Jones' Burglar (1909, actor)
- The Better Way (1909, actor)
- With Her Card (1909, actor)
- Mrs. Jones Lover; or 'I Want My Hat (1909, actor)
- His Wife's Visitor (1909, actor)
- The Indian Runner's Romance (1909, actor)
- The Seventh Day (1909, actor)
- Oh, Uncle (1909, actor)
- The Mills of the Gods (1909, actor)
- The Sealed Room (1909, actor)
- The Little Darling (1909, actor)
- The Hessian Renegades (1909, actor)
- Getting Even (1909, actor)
- The Broken Locket (1909, actor)
- In Old Kentucky (1909, actor)
- A Fair Exchange (1909, actor)
- The Awakening (1909, actor)
- Pippa Passes; ori, The Song of Conscience (1909, actor, first film to be reviewed by New York Times)
- The Little Teacher (1909, actor)
- A Change of Heart (1909, actor)
- His Lost Love (1909, actor)
- The Expiation (1909, actor)
- In the Watches of the Night (1909, actor)
- Lines of White on a Sullen Sea (1909, actor)
- What's Your Hurry (1909, actor)
- The Gibson Goddess (1909, actor)
- Nursing a Viper (1909, actor)
- The Light that Came (1909, actor)
- Two Woman and a Man (1909, actor)
- A Midnight Avenue (1909, actor)
- The Open Gate (1909, actor)
- The Mountaineer's Honor (1909, actor)
- The Trick that Failed (1909, actor)
- In the Widow Recess (1909, actor)
- The Death Disc: A Story of the Cromwellian Period (1909, actor)
- Through the Breakers (1909, actor)
- The Red Man's View (1909, actor)
- A Corner in Wheat (1909, actor)
- In a Hempen Bag (1909, actor)
- A Trap for Santa Claus (1909, uncredited)
- In Little Italy (1909, actor)
- To Save Her Soul (1909, actor)
- The Day After (1909, actor)
- Choosing a Husband (1909, actor)
- Choosing a Husband (1909, actor)

### 1910
Anul acesta Sennett a jucat în 69 de filme.
- The Dancing Girl of Butte (1910, actor)
- All Account of the Milk (1910, actor)
- The Call (1910, actor)
- The Last Deal (1910, actor)
- The Cloister's Touch (1910, actor)
- The Women From Mellon's (1910, actor)
- One Night, and Then -- (1910, actor)
- The Englishman and the Girl (1910, actor)
- Taming a Husband (1910, actor)
- The Newlyweds (1910, actor)
- The Thread of Destiny (1910, actor)
- In Old California (1910, actor)
- The Converts (1910, actor)
- The Love of Lady Irma (1910, actor)
- Faithful (1910, actor)
- The Twisted Trail (1910, actor)
- Gold Is Not All (1910, actor)
- The Two Brothers (1910, actor)
- As It Is in Life (1910, actor)
- A Rich Revenge (1910, actor)
- The Way of the World (1910, actor)
- Up a Tree (1910, actor)
- The Gold Seekers (1910, actor)
- Love Among the Roses (1910, actor)
- Over Silent Paths (1910, actor)
- An Affair of Hearts (1910, actor)
- Ramona (1910, actor)
- A Knot in the Plot (1910, actor)
- In the Season of Buds (1910, actor)
- The Purgation (1910, actor)
- A Victim of Jealously (1910, actor)
- In the Border States (1910, actor)
- The Face at the Window (1910, actor)
- Never Again (1910, actor)
- The Marked Time Table (1910, actor)
- A Child's Impulse (1910, actor)
- A Midnight Cupid (1910, actor)
- What the Daisy Said (1910, actor)
- A Child's Faith (1910, actor)
- A Flash of Light (1910, actor)
- Serious Sixteen (1910, actor)
- As the Bell's Rang Out! (1910, actor)
- The Call to Arms (1910, actor)
- An Arcadian Maid (1910, actor)
- Her Fathers Pride (1910, actor)
- A Salutary Lesson (1910, actor)
- The Userer (1910, actor)
- When We Were in Our Teens (1910, actor)
- Witful Peggy (1910, actor)
- The Modern Prodigal (1910, actor)
- The Affair of an Egg (1910, actor)
- Muggsy Becomes a Hero (1910, actor)
- Little Angels of Luck (1910, actor)
- A Mohawks Way (1910, actor)
- A Summer Tragedy (1910, actor)
- Examination Day at School (1910, actor)
- The Iconoclast (1910, actor)
- A Gold Necklace (1910, actor)
- The Masher (1910, actor)
- The Lucky Toothache (1910, actor and scenarist)
- The Broken Doll (1910, actor)
- The Passing of a Grouch (1910, actor)
- Love in Quarantine (1910, actor)
- The Song of the Wildwood Flute (1910, actor)
- Not So Bad as it Seemed (1910, actor)
- Effecting a Cure (1910, actor, scenarist and regizor)
- Happy Jack a Hero (1910, actor)
- His Wife's Sweethearts (1910, actor)
- After the Ball (1910, actor)

### 1911
În acest an, Sennett a regizat mai multe filme, dar încă a jucat în filme. A fost implicat în 59 de filme în acest an.

### 1912
Sennett a fost implicat în 83 de filme în acest an.
- Did Mother Get Her Wish? (1912, actor și regizor)
- The Fatal Chocolate (1912, actor și regizor)
- A Message from the Moon (1912, actor și regizor)
- A String of Pearls (1912, actor)
- A Spanish Dilemma (1912, actor și regizor)
- Hot Stuff (1912, actor și regizor)
- These Hicksville Boys (1912, actor și regizor)
- Their First Kidnapping Case (1912, actor și regizor)
- The Brave Hunter (1912, actor și regizor)
- The Furs (1912, actor și regizor)
- Helen's Marriage (1912, actor și regizor)
- Tomboy Bessie (1912, actor și regizor)
- The New Baby (1912, actor și regizor)
- Man's Genesis (1912, actor uncredited)
- The Speed Demon (1912, actor și regizor)
- The Would-Be Shriner (1912, actor și regizor)
- What the Doctor Ordered (1912, actor și regizor)
- The Tourist (1912, unconfirmed whether he was in the picture, regizor și producător)
- The Water Nymph (1912, actor, regizor și producător)
- Cohen Collects a Debt (1912, actor, regizor și producător)
- The New Neighbor (1912, actor, regizor și producător)
- Riley and Schultz (1912, actor, regizor și producător)
- Pedro's Dilemma (1912, actor, regizor și producător)
- The Flirting Husband (1912, actor, regizor și producător)
- Ambitious Butler (1912, actor, regizor și producător)
- At Coney Island (1912, actor, regizor și producător)
- At it Again (1912, actor, regizor și producător)
- The Deacon's Troubles (1912, actor, regizor și producător)
- A Temperamental Husband (1912, actor, regizor și producător)
- The Rivals (1912, actor, regizor și producător)
- Mr. Fix-It (1912, actor, regizor și producător)
- A Bear Escape (1912, actor, regizor și producător)
- Pat's Day Off (1912, actor, regizor și producător)
- The New York Hat (1912, actor)
- A Family Mix Up (1912, actor, regizor și producător)
- Hoffmeyers Legacy (1912, actor, regizor și producător)
- The Duel (1912, actor, regizor și producător)
- Who Got the Reward (1912, regizor)
- The Joke on the Joker (1912, regizor)
- Brave and Bold (1912, regizor)
- With a Kodak (1912, regizor)
- Pants and Pansies (1912, regizor
- Lily's Lover (1912, regizor)
- A Near Tragedy (1912, regizor)
- Got a Match (1912, regizor)
- Priscilla's Capture (1912, regizor)
- The Engagement Ring (1912, regizor)
- A Voice from the Deep (1912, regizor)
- Those Hickville Boys (1912, regizor)
- Oh, Those Eyes (1912, regizor)
- Help! Help! (1912, regizor)
- Won by a Fish (1912, regizor)
- The Leading Man (1912, regizor)
- The Fickel Spaniard (1912, regizor)
- When the Fire Bells Rang (1912, regizor)
- A Close Call (1912, regizor)
- Neighbors (1912, regizor)
- Katchem Kate (1912, regizor)
- The New Baby (1912, regizor)
- A Dash Through the Clouds (1912, regizor)
- Trying to Fool Uncle (1912, regizor)
- One Round O'Brien (1912, regizor)
- His Own Fault (1912, regizor)
- Stern Pappa (1912, regizor)
- He Must Have a Wife (1912, regizor)
- His Own Fault (1912, regizor)
- Willie Becomes an Artist (1912, regizor)
- The Would-Be Shriner (1912, regizor)
- Tragedy of the Dress Suit (1912, regizor)
- An Interrupted Elopement (1912, regizor)
- Through Dumb Luck (1912, supervising regizor)
- He Must Have a Wife (1912, regizor)
- The Beating He Needed (1912, regizor și producător)
- Stolen Glory (1912, regizor și producător)
- The Grocery Clerk's Romance (1912, regizor și producător)
- Mabel's Lovers (1912, regizor și producător)
- A Desperate Lover (1912, regizor și producător)
- An Absent Minded Burglar (1912, unconfirmed whether directed by Sennett)
- A Midnight Elopement (1912, regizor și producător)
- Useful Sheep (1912, unconfirmed whether directed by Sennett)
- Mabel's Adventures (1912, regizor și producător)
- The Drummer's Vacation (1912, regizor și producător)
- Mabel's Stratagem (1912, regizor și producător)

### 1913
- How Hiram Won Out (1913, actor, regizor și producător)
- The Mistaken Masher (1913, actor, regizor și producător)
- The Elite Ball (1913, actor, regizor și producător)
- The Battle of Who Run (1913, actor, regizor și producător)
- The Stolen Purse (1913, actor, regizor și producător)
- The Jealous Waiter (1913, actor, regizor și producător)
- Mabel's Heroes (1913, actor, regizor și producător)
- A Landlord's Troubles (1913, actor, regizor și producător)
- The Sleuth's Last Stand (1913, actor, regizor și producător)
- The Sleuth's Floral Parade (1913, actor, regizor și producător)
- A Strong Revenge (1913, actor, regizor și producător)
- The Rube and the Baron (1913, actor, regizor și producător)
- At Twelve O'Clock (1913, actor, regizor și producător)
- Her New Beau (1913, actor and producător)
- Those Good Old Days (1913, actor, regizor și producător)
- Murphy's I.O.U. (1913, actor and producător)
- His Ups and Downs (1913, regizor și producător, unconfirmed if he was an actor in film)
- Mabel's Awful Mistakes (1913, actor, regizor și producător)
- Their First Exucition (1913, actor, regizor și producător)
- Barney Oldfield's Race for a Life (1913, actor, regizor, producător)
- The Hansome Driver (1913, actor, regizor și producător)
- Peeping Pete (1913, actor, regizor și producător)
- His Crooked Career (1913, actor, regizor și producător)
- Rastus and the Game Cock (1913, actor, regizor și producător)
- The Firebugs (1913, actor, regizor și producător)
- Mabel's Dramatic Career (1913, actor, regizor și producător)
- A Healthy Neighborhood (1913, actor, regizor și producător)
- Love Sickness at Sea (1913, actor, regizor, producător)
- Saving Mabel's Dad (1913, regizor și producător)
- A Double Wedding (1913, regizor și producător)
- The Cure that Failed (1913, regizor și producător)
- Sir Thomas Lipton Out West (1913, regizor și producător)
- For Lizzie's Sake (1913, regizor și producător)
- The Deacon Outwitted (1913, regizor și producător)
- Just Brown's Luck (1913, regizor și producător)
- Her Birthday Present (1913, regizor și producător)
- Heinz's Resurrection (1913, regizor și producător)
- Forced Bravery (1913, regizor și producător)
- The Professor's Daughter (1913, regizor și producător)
- A Tangled Affair (1913, regizor și producător)
- A Red Hot Romance (1913, regizor și producător)
- A Doctored Affair (1913, regizor și producător)
- The Rural Third Degree (1913, regizor și producător)
- The Man Next Door (1913, regizor și producător)
- A Wife Wanted (1913, regizor și producător)
- The Chief's Predicament (1913, regizor și producător)
- Jenny's Pearls (1913, regizor și producător)
- On His Wedding Day (1913, regizor și producător)
- Hide and Seek (1913, regizor și producător)
- A Game of Poker (1913, regizor și producător)
- A Life in the Balance (1913, regizor și producător)
- A Fishy Affair (1913, regizor și producător)
- The New Conductor (1913, regizor și producător)
- His Chum the Baron (1913, regizor și producător)
- That Ragtime Band (1913, regizor și producător)
- A Little Hero (1913, regizor și producător)
- Hubby's Job (1913, regizor și producător)
- The Foreman of the Jury (1913, regizor și producător)
- Feeding Time (1913, regizor)
- The Speed Queen (1913, regizor și producător)
- The Waiter's Picnic (1913, regizor și producător)
- A Bandit (1913, regizor și producător)
- The Largest Boat Ever Launched Sideways (1913, regizor și producător)
- Safe in Jail (1913, regizor și producător)
- The Telltale Light (1913, regizor și producător)
- A Noise from the Deep (1913, regizor și producător)
- The Riot (1913, regizor și producător)
- Mabel's New Hero (1913, regizor și producător)
- The Gypsy Queen (1913, regizor și producător)
- The Fatal Taxicab (1913, regizor și producător
- What Dreams Come True (1913, regizor și producător)
- The Bowling Match (1913, regizor și producător)
- Schnitz the Tailor (1913, regizor și producător)
- The Making of an Automobile Tyre (1913, regizor și producător)
- A Muddy Romance (1913, regizor și producător)
- Cohen Saves the Flag (1913, regizor și producător)
- The San Francisco Celebration (1913, regizor și producător)
- The Gusher (1913, regizor și producător)
- A Bad Game (1913, regizor și producător)
- Zuzu the Bandleader (1913, regizor și producător)
- Some Nerve (regizor și producător)
- The Champion (1913, producător)
- His Sister's Kids (1913, producător)
- Fatty's Flirtation (1913, producător)
- The Horse Thief (1913, producător)
- A Ride for a Bride (1913, producător)
- The Rogue's Gallery (1913, producător)
- The Woman Haters (1913, producător)

### 1914
- The Fatal Mallet (actor, scenarist, regizor

### 1926
- Flirty Four-Flushers (producător).[11]